# Oncholaimellus arcticus
Oncholaimellus arcticus är en rundmaskart som beskrevs av Allgen 1957. Oncholaimellus arcticus ingår i släktet Oncholaimellus och familjen Oncholaimidae. Inga underarter finns listade i Catalogue of Life.